# マイケル・エッシェン
マイケル・エッシェン（Michael Kojo Essien, 1982年12月3日 - ）は、ガーナ出身の元プロサッカー選手。元同国代表。ポジションはミッドフィールダー。愛称はバイソン（野牛）。スペルの関係上ファーストネーム、ファミリーネーム共に様々な呼び方があるが、イングリッシュコメンタリーはこの選手を呼ぶ時に｢エシエン｣（エシアンとも）と呼んでいる。2006年ドイツW杯アフリカ予選で活躍し、ガーナの本大会初出場および本大会ベスト16進出に貢献した。

## 経歴
17歳の時にマンチェスター・ユナイテッドFCのトライアルを受け合格しているが、A代表出場試合数が規定に足りず、断念した。
その後SCバスティアに入団し、当初は両サイドバックや、センターバックを務めた。
2003-04シーズンに、パリ・サンジェルマンFCとの争奪戦の末にオリンピック・リヨンへ移籍。運動量を活かすためにボランチへコンバートされたこともあり一気にブレイク。リヨンの快進撃の中心を担い、04-05シーズンには、リーグ・アン最優秀選手に選出された。
この活躍に目を付けたチェルシーFCに、3800万ユーロ（約51億円）という破格で移籍した。その際、両クラブが衝突し移籍交渉が1か月にも及ぶことになり、またエッシェン自身がリヨンでの出場や練習参加を拒んだり、チェルシー移籍願望などの発言により物議を醸すが、最終的には念願の移籍を果たした。当時、3800万ユーロはフランスのクラブに支払われた額としては最高額であった（リヨンの年間支出額の1/3とも言われている）。その後、チェルシーではレギュラーとして活躍する。モウリーニョ前監督からは「ジョン・テリーやディディエ・ドログバと並び、代えの利かない選手」と賞賛されている。2008-09シーズンにはCL準決勝での活躍によりチェルシー・ゴールオブザイヤーを受賞した。
2012年8月31日、出場機会を求め、恩師ジョゼ・モウリーニョ率いるレアル・マドリードにレンタル移籍する。
2013年6月、当季限りでレアル・マドリードから離れることを明言する。モウリーニョと共にチェルシーに復帰したが、出場機会に恵まれず、2014年1月24日、ACミランへの1年半の移籍が合意した。
2015年6月2日、パナシナイコスFCへ移籍した。
2016年の夏にパナシナイコスを退団し、2017年3月14日にインドネシア・スーパーリーグのプルシブ・バンドンへ正式に移籍、1年の契約を結んだ。
2020年9月、選手兼コーチとしてデンマークリーグのノアシェランに加入する。試合に出場することなく現役を引退し、現在はアシスタントコーチを務める。

## 人物・エピソード
- 睡眠時間は1日14時間[4]。
- 代表チームの同僚であるサリー・ムンタリとは親交が厚く、ムンタリはインタビューの中で「エッシェンは兄のような存在で、インテルナツィオナーレ・ミラノからのオファーが届いた時、『モウリーニョがいるからきっと成長できる。悩まずインテルに行くべきだ。』と移籍を後押ししてくれた。」と語っている。（2008年12月4日ガゼッタ・デッロ・スポルト）
- ケガなどによる欠場の少ない選手として知られていたが、2008年9月5日に行われた、ワールドカップアフリカ予選のリビア戦にてヒザ前十字靭帯を断裂する大ケガを負った。ガーナ代表でキャプテンをつとめるアッピアは、この時の様子を、「エッシェンは子供のように泣いており、それを見た僕らは皆動揺した。」と語っている。上記の離脱は、チェルシーFCにも悪影響を与え、当時の同僚のジョー・コールはインタビューで、「エッシェンが違いを生んでいる。シーズン前半のチェルシーに欠けていたのは、中盤に彼がいることで生まれるペースだ。エッシェンはチームのエンジンさ」とコメントしている。（デイリー・メール紙）

## 代表歴

### 出場大会
- ガーナ代表
  - 2006 FIFAワールドカップ
  - 2014 FIFAワールドカップ

### 試合数
- 国際Aマッチ 59試合 9得点（2002年-2014年）[5]

| ガーナ代表 | 国際Aマッチ | 国際Aマッチ |
| 年         | 出場        | 得点        |
| ---------- | ----------- | ----------- |
| 2002       | 4           | 0           |
| 2003       | 2           | 0           |
| 2004       | 5           | 1           |
| 2005       | 3           | 2           |
| 2006       | 11          | 2           |
| 2007       | 6           | 0           |
| 2008       | 12          | 3           |
| 2009       | 8           | 1           |
| 2010       | 1           | 0           |
| 2011       | 1           | 0           |
| 2012       | 0           | 0           |
| 2013       | 3           | 0           |
| 2014       | 3           | 0           |
| 通算       | 59          | 9           |

## タイトル
クラブ
オリンピック・リヨン
- リーグ・アン 2003-04, 2004-05

チェルシーFC
- プレミアリーグ 2005-06, 2009-10
- FAカップ 2006-07, 2008-09, 2009-10, 2011-12
- フットボールリーグカップ 2006-07
- コミュニティーシールド 2009
- UEFAチャンピオンズリーグ 2011-12